# ARD 2
Die ARD betrieb vom 1. Juni 1961 bis zum 31. März 1963 nahezu bundesweit ein zweites Fernsehprogramm, das rückblickend als ARD 2 bezeichnet wird. Im Bereich des Hessischen Rundfunks ging ARD 2 bereits am 1. Mai 1961 als Hessisches Kontrastprogramm oder auch Zweites Programm auf Sendung.

## Beschluss der Ministerpräsidenten
In ihrer Konferenz vom 17. März 1961 sprachen sich die Ministerpräsidenten dafür aus, dass die ARD ein zweites Fernsehprogramm einrichten solle. Es handelte sich dabei um eine Empfehlung, nicht um einen Auftrag, der aber bereits auf der ARD-Hauptversammlung am 23. März in München umgesetzt wurde. Sendebeginn sollte am 1. Juni 1961 sein, wobei die einzelnen Anstalten früher starten durften. Davon machte der Hessische Rundfunk Gebrauch, der bereits ab dem 1. Mai 1961 ein zweites Programm anbot.
Umstritten war in der Konferenz die Schaffung eines bundesweiten Programms; insbesondere Bayern setzte sich für die Schaffung eines Regionalprogramms ein. Der beschlossene Kompromiss sah deswegen vor, dass sich die einzelnen Landesrundfunkanstalten aus dem Gemeinschaftsprogramm ausklinken durften, um ein Regionalprogramm zu senden.

## Ausstrahlung
Das zweite Programm der ARD wurde im Wesentlichen auf den Frequenzen ausgestrahlt, die später an das ZDF fallen sollten. Jedoch hatte das Sendernetz noch bei weitem nicht den späteren Ausbaustand erreicht, wodurch das Programm vor allem in ländlichen Regionen gar nicht, nur mit erhöhtem Aufwand oder erst zu einem späteren Zeitpunkt empfangen werden konnte. Da es sich ausnahmslos um Frequenzen im UHF-Bereich handelte, erforderte der Empfang zudem eine zweite Antenne sowie ein Fernsehgerät mit UHF-Empfangsteil; für Geräte mit reinem VHF-Tuner war ein separater UHF-Konverter erforderlich. Die genannten Aspekte hatten insgesamt zur Folge, dass zu Sendebeginn nur etwa 10 % aller Fernsehteilnehmer ARD 2 empfangen konnten.

## Sendungen
Das Programm von ARD 2 begann täglich um 20 Uhr mit der Übernahme der Tagesschau aus dem ersten Programm und endete in der Regel zwischen 22 Uhr und Mitternacht. Es bestand aus Wiederholungen von Magazinsendungen des ersten Programms, wie z. B. Panorama, sowie Dokumentationen und Spielfilmen. Auch fungierte ARD 2 als Ersatzplattform für Sendungen wie die Sportschau, wenn diese aufgrund von Sondersendungen nicht im ersten Programm ausgestrahlt werden konnte.
Anders als damals im ersten Programm üblich strahlte auf ARD 2 nur der Westdeutsche Rundfunk ein Regionalprogramm in seinem Sendegebiet aus. Es handelte sich um das Prisma des Westens, welches werktäglich um 19:30 Uhr vor Beginn des regulären ARD-2-Programms lief. Im ersten Programm zeigte der WDR von 18:40 Uhr bis 19:30 Uhr sein Regionalmagazin Hier und Heute und von 19:30 Uhr bis 20 Uhr liefen Serien. Der Bayerische Rundfunk machte von dieser Möglichkeit keinen Gebrauch, obwohl man sich auf der Ministerpräsidentenkonferenz dafür eingesetzt hatte.
Die Anteile, mit denen die einzelnen Landesrundfunkanstalten zum Programm beitrugen, unterschieden sich von denen des Ersten Programms. Ab dem 1. Januar 1962 galt folgende Aufteilung:
| Anstalt | ARD    | ARD 2 |
| WDR     | 22,5 % | 30 %  |
| NDR     | 22,5 % | 22 %  |
| BR      | 17 %   | 15 %  |
| SWF     | 8 %    | 6 %   |
| HR      | 8 %    | 9 %   |
| SDR     | 8 %    | 6 %   |
| SFB     | 8 %    | 7 %   |
| SR      | 3 %    | 2 %   |
| RB      | 3 %    | 3 %   |

Als Koordinator für ARD 2 wurde der Programmdirektor des WDR Fernsehens, Hans Joachim Lange, gewählt. Für das Programmschema galten folgende Vereinbarungen:
|            | 1. Juni bis 31. Dezember 1961                               | 1. Januar bis 30. Juni 1962                             |
| Sonntag    | Aktuelles Magazin Das Panorama Unterhaltungsfilm Sportschau | Aktuelles Magazin Das Panorama Sport                    |
| Montag     | Spielfilm Politisches Magazin Die Zone hat das Wort         | Spielfilm Quizsendungen                                 |
| Dienstag   | Auslandsberichte Unterhaltung                               | Auslandsberichte „Gehobene“ Unterhaltung                |
| Mittwoch   | Kulturmagazin Experimentelle Programme                      | Kulturmagazin Filmclub Studiobühne (Bühnenaufführungen) |
| Donnerstag | Unterhaltung Kriminalfilm                                   | Freie Gestaltung durch eine ARD-Anstalt                 |
| Freitag    | Unterhaltung Spiele                                         | Aktuelle Sendungen und Dokumentationen Unterhaltung     |
| Samstag    | Film Bühnenaufführungen                                     | Fernsehspiele                                           |

Für ARD 2 bekamen die Landesrundfunkanstalten 50 % des ZDF-Anteils der Fernsehgebühren.

## Ende
ARD 2 war von vornherein als Provisorium gedacht. Die Ausstrahlung sollte am 30. Juni 1962 enden, bei einem früheren Sendebeginn des ZDF auch eher. Da sich die Vorbereitungen beim ZDF aber verzögerten, verlängerte man den Zeitraum bis zum 31. März 1963. Am 1. April 1963 übernahm das ZDF dann die Senderkette und startete seinen Sendebetrieb.
Die ARD hatte damit wieder nur ein Fernsehprogramm zur Verfügung. Die Hoffnungen einiger Rundfunkanstalten, sofort mit einem weiteren Programm fortsetzen zu können, ließen sich nämlich nicht realisieren. Jedoch begann die ARD rasch mit dem Aufbau der Dritten Fernsehprogramme. Das Bayerische Fernsehen startete damit schon am 22. September 1964, also weniger als anderthalb Jahre nach dem Ende von ARD 2.
Bis zum 30. September 1963 wurde im Sendegebiet des WDR noch das Prisma des Westens auf den Frequenzen des ZDF ausgestrahlt. Es lief werktäglich von 18:45 Uhr bis 19:08 Uhr und damit in der Hauptwerbezeit, was einen erheblichen Einnahmeausfall für das ZDF bedeutete. Dabei handelte es sich um eine Initiative des Ministerpräsidenten Franz Meyers, die der WDR nur widerwillig umsetzte. Man hoffte, durch eine ununterbrochene Ausstrahlung des Regionalprogramms bei Ablauf der Frist bereits ein Drittes Fernsehprogramm starten zu können.